# 1430-й гвардейский мотострелковый полк
1430-й гвардейский мотострелковый полк (1430 мсп, в/ч 95370) — тактическое формирование Сухопутных войск Российской Федерации.

## История
Создан осенью 2022 года из мобилизованных жителей Москвы и Московской области.
Летом и осенью 2023 года полк вместе с 42-й гвардейской мотострелковой дивизией отражал атаки украинских войск в направлении села Работино Запорожской области.
25 января 2024 года полку присвоено почётное наименование «гвардейский» за массовый героизм и отвагу, стойкость и мужество проявленные личным составом полка в боевых действиях по защите Отечества и государственных интересов в условиях вооружённых конфликтов.